# 보기스

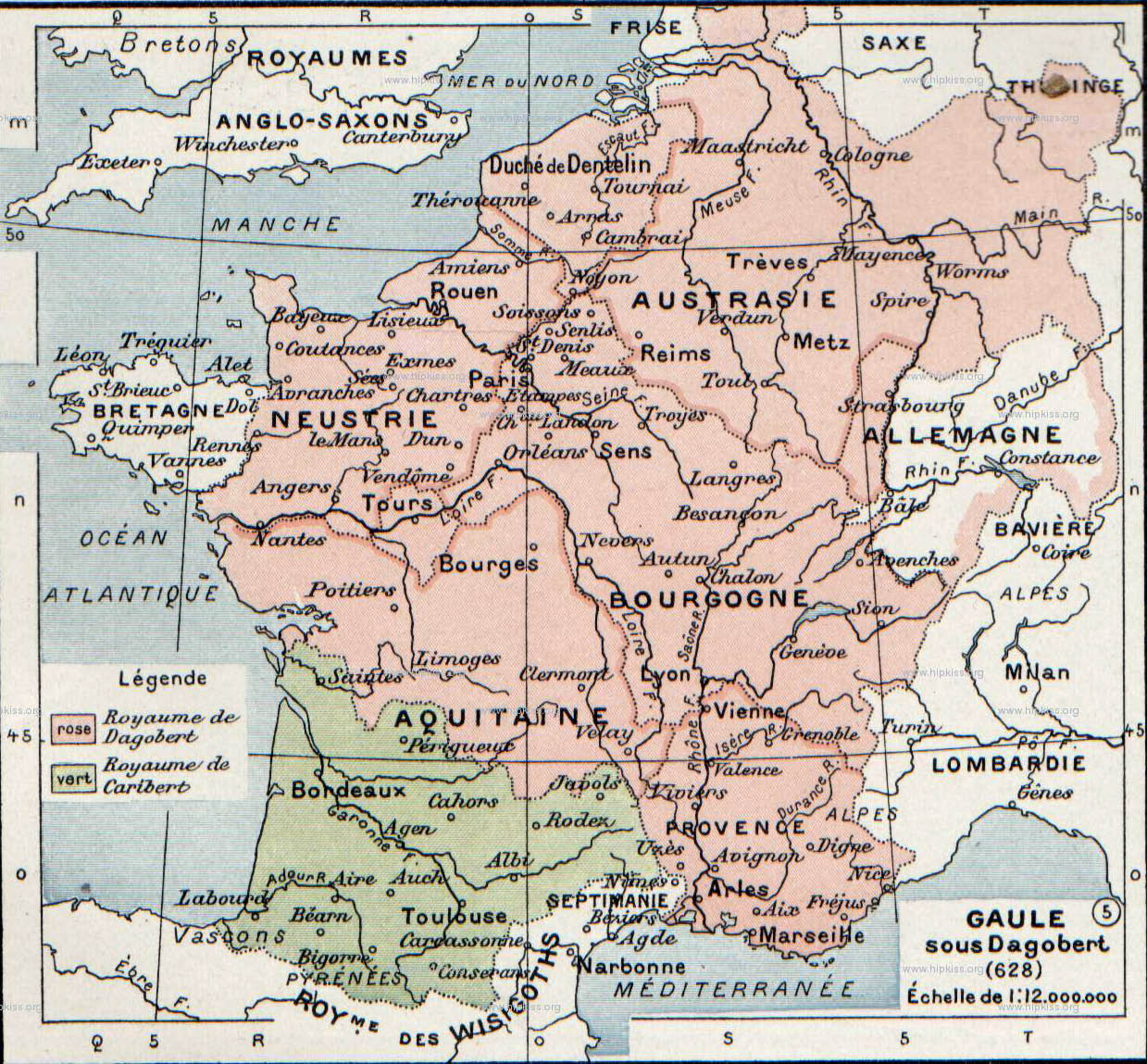

보기스(Boggis, ~ 660년)는 메로빙거 왕조 출신 아키텐의 군주로, 아키텐 공작과 가스코뉴 공작을 지냈다. 프랑크 왕 클로타르 2세의 손자이자 바스크 족에게 암살당한 하리베르트 2세의 아들로 어머니는 불확실하다. 아키텐 혹은 네우스트리아 귀족 출신 여성과 결혼하였으며, 후에 아키텐의 자치화를 시도했던 에우도는 그의 아들이었다.

## 생애
하리베르트 2세와 그의 아들 힐페리히가 연이어 바스크 족의 침입으로 사망하자, 다고베르트 1세는 아키텐과 가스코뉴를 차지하려 하였지만, 아키텐의 귀족들은 반란을 일으켜 보기스를 자신들의 통치자로 추대하였다. 그는 660년경 또는 670년 이전에 사망하였다.
그의 사후 아키텐은 그를 견제하려던 메로빙거 왕가에 의해 다른 파견관리들로 대체되었으나, 후일 그의 아들 에우도가 다시 아키텐을 차지했다. 그에게는 대왕으로 알려진 에우도와 딸 이미트리우스(Imitarius)가 있었다.

## 같이 보기
- 에우도
- 메로빙거 왕조
- 프랑크 왕국
- 프랑크의 군주
- 하리베르트 2세
- 아키텐